# Havana Solaun
Havana Marguerite Solaun (* 23. Februar 1993 in Gainesville, Florida) ist eine US-amerikanisch-jamaikanische Fußballspielerin.

## Karriere

### Vereine
Solaun spielte für die Schulmannschaft der Buchholz High School in Gainesville, Florida. Später ging sie ans College und spielte dort von 2011 bis 2014 für die Florida Gators.
Beim NWSL College Draft im Jahr 2015 wurde sie als Fünfzehnte vom Seattle Reign FC gezogen. Aufgrund von Verletzungen kam sie in ihrem ersten Jahr jedoch nicht zum Einsatz. In der Saison 2016 kam sie auf sechs Einsätze und erzielte ein Tor, auch wenn sie ihr letztes Spiel bereits im Juni 2016 absolvierte.
Im November 2016 wurde sie zu den Washington Spirits transferiert. Bei diesen war sie wesentlich erfolgreicher und spielte die komplette Saison durch. So ähnlich verlief auch die Spielzeit 2018, wobei sie hier nicht mehr in allen Partien zum Einsatz kam. Anschließend wollte sie ihren Vertrag bei den Spirits aber nicht mehr verlängern, so dass sie ablösefrei das Franchise verlassen konnte.
Im Januar 2019 schloss sie sich Klepp IL in Norwegen an, für welchen sie in der Saison 2019 aktiv war. Auch hier stand sie bis auf wenige Ausnahme in der Startelf und spielte zumeist durch.
Im Januar 2020 unterschrieb sie zunächst beim Paris FC in Frankreich. Weil sie dort aber aufgrund der COVID-19-Pandemie nicht spielen konnte, löste sie den Vertrag wieder und unterschrieb beim Apollon Ladies FC auf Zypern, mit dem sie nun zumindest die Champions League bestritt. Im Oktober des Jahres war sie noch kurzzeitig für North Carolina Courage in der pandemiebedingt als Turnier ausgetragenen NWSL Fall Series aktiv. Anschließend unterschrieb sie einen längerfristigen Vertrag und absolvierte in der Saison 2021 einige Einsätze für das Franchise. In der Saison 2022 war sie lediglich im Mai des Jahres einmal kurz zum Einsatz gekommen, somit wurde sie im September 2022 aus ihrem Vertrag herausgekauft, woraufhin sie als Free Agent tätig war.
Seit der Saison 2023 steht sie bei Houston Dash unter Vertrag.

### Nationalmannschaft
Theoretisch hätte sie durch ihre familiäre Herkunft für die Nationalmannschaften von Hongkong, der Vereinigten Staaten, Kuba und Jamaika spielen können. Ihren Anfang machte sie aber von 2009 bis 2010 bei der US-amerikanischen U17. Mit dieser nahm sie an der CONCACAF Meisterschaft 2010 teil. Später war sie auch noch mit der U23 in einigen Spielen aktiv.
Danach spielte sie für die jamaikanische A-Nationalmannschaft. Hier wurde sie erstmals am 4. März 2019 in einem Freundschaftsspiel eingesetzt. Bei dem 3:2-Sieg über Chile, wurde sie zur zweiten Halbzeit für Cheyna Matthews eingewechselt. Nach einem weiteren Freundschaftsspiel wurde sie für den Kader bei der Weltmeisterschaft 2019 nominiert. Dort kam sie in allen drei Spielen zum Einsatz. Im letzten Gruppenspiel gegen Australien erzielte sie zudem das einzige Tor ihrer Mannschaft bei diesem Turnier. Im folgenden Jahr war sie auch beim Qualifikationsturnier für die Olympischen Spiele 2020 dabei.
Im Jahr 2021 folgten einige Freundschaftsspiele und 2022 die CONCACAF W Championship 2022, wo sie fünfmal zum Einsatz kam. Am Ende landete ihre Mannschaft auf dem dritten Platz. Im folgenden Jahr folgten noch Einsätze beim Cup of Nations 2023.
Am 23. Juni 2023 wurde sie für den finalen Kader bei der Weltmeisterschaft 2023 nominiert.